# Escudo de Vegadeo

El escudo del concejo asturiano de  Vegadeo presenta una representación acuartelada.
- El primer cuartel partido, nos muestra la Cruz de Los Ángeles, en clara referencia a la dependencia durante siglos, que tuvo el concejo de la mitra ovetense.

- El segundo cuartel partido, nos enseña un castillo de piedra, flanqueado de dos palmas, del que florece un águila negra en su parte superior, surmontada del cuerno de la abundancia. Esto representa al escudo de Castropol, antiguo gran concejo al que perteneció Vegadeo hasta 1836.

- En el tercer cuartel partido, observamos un castillo (Suarón) sobre un monte, en referencia al poder que ejerció en la antigüedad.

Al timbre corona real, cerrada.
Es usado por el ayuntamiento sin sanción legal, tomando como referencia el emblema inventado por Octavio Bellmunt y Fermín Canella para ilustrar su obra "Asturias", y en la cual toman para la realización de tal emblema, los elementos más representativos de cada concejo. Actualmente, el escudo presenta la única salvedad de la utilización de la corona real, en vez de la del príncipe que usaron ellos. 
- Datos: Q7757127